# 唇鲮
唇鲮（学名：Semilabeo notabilis）为輻鰭魚綱鯉形目鲤科唇鲮属的鱼类，俗名皇帝鱼、猪嘴鱼、唇鱼、没六鱼、岩鱼。在中国，分布于南盘江、元江等。该物种的模式产地在香港。體長可達34公分，為經濟性魚類，棲息在礫石底質的山地溪流。